# 吳煦 (光緒進士)
吳煦（1863年—1944年），字子和，云南保山人，清朝及中华民国政治人物。

## 生平
光緒十六年（1890年），登庚寅恩科进士，同年五月，改翰林院庶吉士。光緒十八年五月，散館，授翰林院編修。后历任山东道监察御史、京畿道监察御史、广东布政使。
中华民国成立后，他任平政院评事兼司法官惩戒委员会委员。
1944年，吳煦逝世。